# Фонтис
Фонтис (Fontys University of Applied Sciences) е холандски университет за приложни науки с над 44 000 студенти в няколко кампуса, разположени в южна Холандия. Три от най-големите кампуси на Фонтис са разположени в градовете Айндховен, Тилбург и Венло. Името Фонтис произлиза от латинската дума „fons“, което означава „източник“. По този начин, Фонтис иска да подчертае, че той е източник на знания за студенти. Фонтис има 200 бакалавърски и магистърски програми за обучение в областта на икономиката, технологиите, здравеопазването, социалната работа, спорт и обучение на учители. Някои от тези програми се предлагат на немски и английски език. През 2014 г. председателката на Фонтис Нинке Мейер е обявена за „най-влиятелна жена в Холандия“.
Всички учебни програми на Fontys са акредитирани от холандско-фламандската организация за акредитация (NVAO) или еквивалентни британски акредитационни органи.
Около 11% (4798) от 44 446 студенти на Фонтис идват от чужбина; те представляват над 70 страни по света с голяма делегация от Германия. Много от тези чуждестранни студенти са записани като студенти за обмен или студенти в бакалавърски и магистърски програми с английски, често предлагани в сътрудничество с партньорските университети на Fontys в други страни.

## Айндховен
Fontys International Campus Eindhoven се намира в югоизточната част на Холандия, т.нар. „Район Brainport“, който е международен център на науката и технологиите. Това е мястото, където високотехнологичните компании проектират и усъвършенстват най-съвременните промишлени и потребителски продукти за клиенти от цял свят.

### Тилбург
Тилбург е известен като културен град на Холандия, с различни фестивали и арт събития. Кампусът на Фонтис Тилбург се намира в покрайнините на Тилбург и лесно може да се стигне с автобус и велосипед. 

### Венло
Фонтис Венло е млад кампус със стара история. Първоначално университетът за приложни науки във Венло е основан върху бившето имение De Wylderbeek (чиято гора все още съдържа защитени артефакти от римско време). В края на 90-те години институцията се присъедини към развиващата се мрежа от университети Fontys.Няколко реставрации и разширения помогнаха сградите на кампуса (които първоначално били построени от конгрегация на монахини през 1965 г.) да останат „в състояние на изкуството отвътре и отвън“. Днес в кампуса се намират три института: Академията за обучение на учители Фонтис (FHKE), Университетът по приложни науки за технологии и логистика Фонтис (FHTenL) и Международното бизнес училище Фонтис (FIBS).
Въпреки че центърът на Венло е презастроен след Втората световна война, там все още се намират сгради от 14 век. Градът запазва историческото значение на своите паметници и стари фасади. Ald Weishoes(Старо Сиропиталище), Romerhoes (Римска Къща), Stadhuis (Общината) и St. Martinuskerk (църквата Свети Мартин) са само някои от многото исторически сгради в центъра на Венло. От 2013 г. до 2015 г., заедно с Хага, Венло е избран сред градовете с най-добрия център в Холандия.

## Учебни програми
Фонтис предлага различни програми за редовно обучение. Няколко програми се предлагат на английски или немски език.

### Бакалаври на английски и немски

#### Бизнес и мениджмънт
- Международен бизнес (на английски)
- Международен финансов мениджмънт и контрол (на английски)
- Международен маркетинг (на английски)
- Дигитални бизнес концепции (на английски)
- Международни изследвания на начина на живот (на английски)
- Мениджмънт на международните професионални комуникации (на английски)

#### Компютърни технологии и Техническа
- Индустриално инженерство и мениджмънт (на английски)
- Мехатроника (на английски или немски)
- Електротехника и електроника (на английски)
- Машиностроене (на английски или смесен холандско-немски курс)
- Информационни и комуникационни технологии (специализации: ИКТ и софтуерно инженерство, ИКТ и бизнес, ИКТ и технологии, ИКТ и медиен дизайн) (английски или немски език)
- Софтуерно инженерство или бизнес информатика (английски или немски)
- Дизайн на промишлени продукти (смесен холандско-немски курс)

#### Логистика
- Логистика (специализации: логистика и икономика, логистична техника) (на английски или немски)

#### Физиотерапия
- Физиотерапия ((en))

#### Изкуство
- Цирково и изпълнителско изкуство ((en))
- Танцова академия ((en))

### Магистратури на английски
- Магистър по бизнес и мениджмънт (МBМ) (в сътрудничество с Плимутския университет, Англия)
- Магистър по бизнес администрация (MBA) (в сътрудничество с FOM Университет за приложни науки, икономика и управление, Германия)
- Магистър в областта на Международната логистика и Международното управление на веригата за доставки[16] (в сътрудничество с Плимутски Университет, Англия)
- Магистър по архитектура
- Магистър по урбанизъм
- Магистър по музика
- Магистър по извършване на обществени пространства

### Програми за обмен
Fontys работи с над 100 партньорски университета по света, включително Австралия, Канада, Китай, Финландия, Хонг Конг, Италия, Мексико, Великобритания, САЩ, Виетнам и Замбия. През третата учебна година студентите на Fontys получават възможност да учат в чужбина за един семестър в един от посочените партньорски университети .

## Настаняване
Чрез собствени студентски общежития и договори с наемодатели Fontys предлага достатъчно места за настаняване на всички свои чуждестранни студенти. Всички студентски апартаменти са обзаведени и се намират близо до Фонтис и / или центъра на града.

## Студентска компания/ софтуерна фабрика
Заедно с около 10 студенти от различни учебни програми, всички бизнес студенти във Фонтис Венло започват своя собствена компания, която е официално регистрирана в холандския търговски регистър. В продължение на почти една година студентите управляват компанията си, включително: изготвяне на бизнес план, продажба на акции за финансиране на предприемаческата Ви дейност, разработване и продажба на продукт / услуга и подаване на данъчен доклад. Всички длъжности и функции като главен мениджър, маркетинг мениджър или финансов мениджър в компанията са заети от студенти. В края на учебната година компанията се ликвидира преднамерено. През изминалите години няколко студентски компании от Фонтис участваха в национални и международни бизнес конкурси и бяха наградени с отличие за успешен бизнес . Инженерите във Фонтис Венло участват в Софтуерна фабрика, където разработват персонализирани софтуерни решения за сътрудничещи компании.

## Стажове/работа
По време на обучението си всички студенти на Фонтис правят два стажа (един семестър през третата и четвъртата учебна година). Стажовете могат да се практикуват в Холандия или в чужбина. Студентите сами избират компанията, но Fontys също предоставя списък на местни и международни партньорски фирми. По време на двата стажа студентите работят по конкретен фирмен проект. Те се ръководят от един университетски преподавател и един служител на компанията. Освен това тези стажове са полезни за изграждане на професионална мрежа и получаване на професионален опит, който улеснява намирането на работа след обучение. 

## Фирми-партньори
Фонтис си партнира с над 500 международни компании, сред които 3М, Адидас, Байер, BMW, Кока-Кола, Даймлер, Хенкел, ИКЕА, KPMG, L'Ореал, Метро Груп, Найк, Филипс, Порше, Robert Bosch Gmbh, Сименс, Сони, Водафон и Фолксваген. Тези компании предлагат проекти и/или стажове за студенти на Фонтис.

## Студентски Организации
Фонтис има различни студентски организации:
- Давинчи – първата студентска асоциация в Венло основана през 1999 г.[22]
- ФК ФСВ-Венло – официален футболен клуб на Фонтис Венло, който играе на стадион „Seacon“ на ВВВ-Венло[23]
- Fontys4Fairtrade – комитет във Фонтис Венло работещ по проекти за повишаване на осведомеността за околната среда и устойчивостта[24]
- Knowledge Business Consulting (KBC) – студентска консултанска агенция със седалище във Фонтис Венло, която оказва консултантски услуги на предприятия в Германия и Холандия[25]
- Омниа – Студентска асоциация във Фонтис Венло, която организира различни събития за студенти[26]
- Студентски спорт Венло – Организира спорт за студенти: футбол, баскетбол, волейбол, тенис, гребане, фитнес и танци[27]

## Известни възпитаници
- Питър Елберс – главен изпълнителен директор (CEO) и председател на Национален превозвач на Холандия KLM (Кралски Холандски Авиолинии)[28]
- Коен Гертс – технически ръководител на проекта в Розета (космически апарат) космически полет[29]
- Роб Беккинг – старши вицепрезидент по бизнес развитието в ИЦ група и бивш заместник-председател на кръста продукт земята транспорт на дБ Шенкер[30]
- Йоханес Йординг– немски певец[31]
- Ханс Тееувен – холандски комик, музикант, актьор и режисьор
- Тван Хюс – холандски журналист, телевизионен водещ и автор
- Ели Бланксма-Ван ден Хевел – кмет на град Хелмонд, холандски политик и бивш банков мениджър на Rabobank